# Conde de Almada
Conde de Almada é um título nobiliárquico criado por D. João, Príncipe Regente de D. Maria I de Portugal, por Decreto de 4 e Carta de 13 de Maio de 1793, em favor de D. Lourenço José Boaventura de Almada, Senhor dos Lagares de El-Rei, Conde de Abranches em França.

## Condes de Almada (1793)

### Titulares
1. D. Lourenço José Boaventura de Almada (1758–1814), 1.º Conde de Almada, Senhor dos Lagares de El-Rei, Conde de Abranches
2. D. Antão José Maria de Almada (1801-1834), 2.º Conde de Almada, Senhor dos Lagares de El-Rei, Conde de Abranches
3. D. Lourenço José Maria de Almada de Abreu Pereira Cirne Peixoto (1818–1874), 3.º Conde de Almada, Conde de Abranches
4. D. Miguel Vaz de Almada (1859-1916), 4.º Conde de Almada, Conde de Abranches
5. D. Luís Vaz de Almada (1863-1919), 5.º Conde de Almada, Conde de Abranches
6. D. Lourenço de Jesus Maria José Vaz de Almada (1897-1978), 6.º Conde de Almada, Conde de Abranches
7. D. Luís Francisco de Almada (1927-1998), 7.º Conde de Almada, Conde de Abranches
8. D. Lourenço José de Almada (n. 1961), 8.º Conde de Almada, Conde de Abranches

### Armas

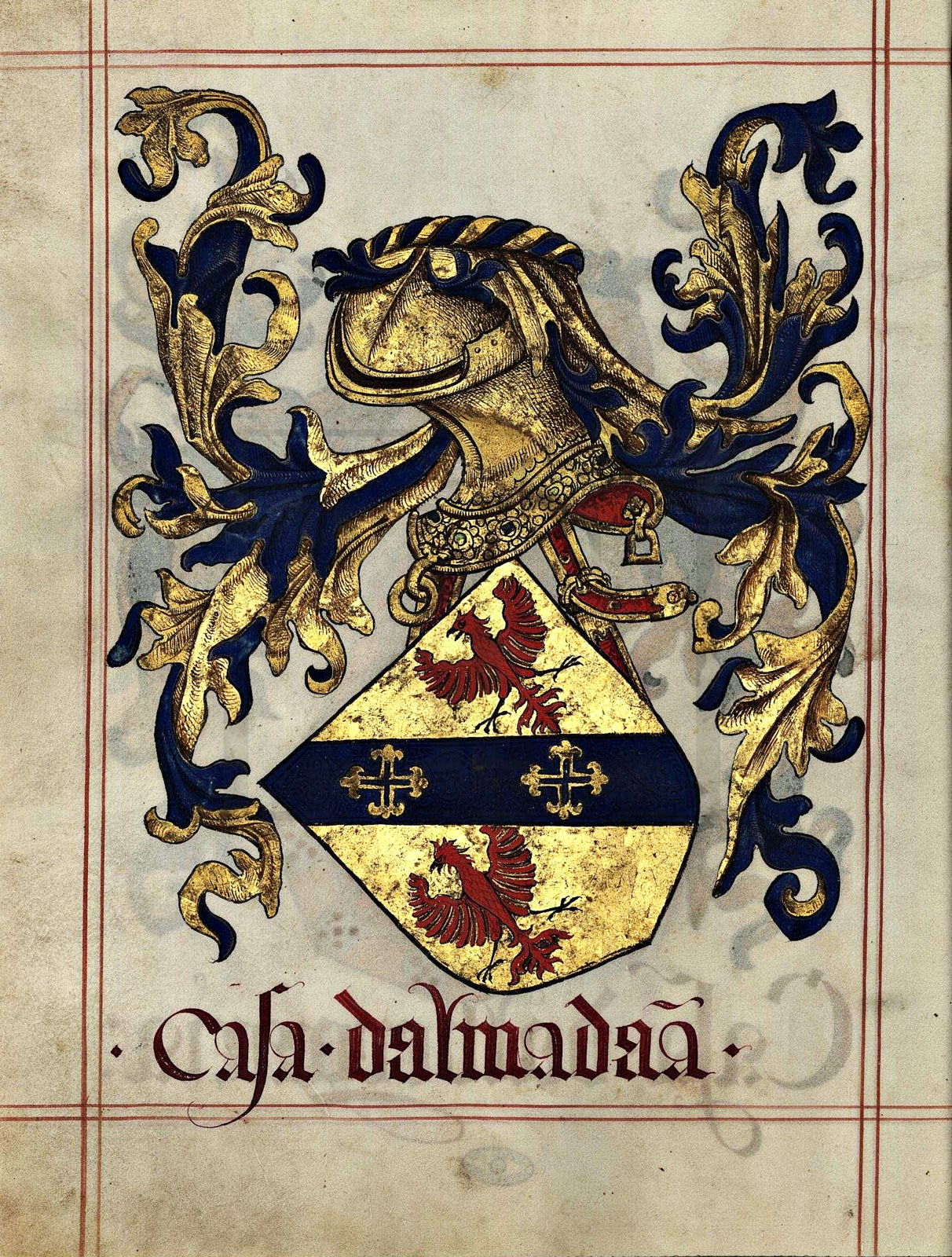
Armas de Almada chefe, Livro do Armeiro-Mor (fl 60)

Almadas (pleno): de ouro, com uma banda de azul, carregada de duas cruzes florenciadas de ouro e vazia da banda, acompanhada de duas águias estendidas de vermelho, sancadas (membradas) e armadas de negro; Elmo de prata tauxeado de ouro, forrado de vermelho; virol e paquifes de ouro e azul; Timbre: coroa de Conde; correias de azul perfiladas de ouro, tachões de ouro.